# James Ilgenfritz
James Ilgenfritz (* 16. November 1978 in Monroe, Michigan) ist ein US-amerikanischer Bassist und Komponist im Bereich des Avantgarde Jazz und der Improvisationsmusik.

## Leben und Wirken
Ilgenfritz besuchte 1992 bis 1996 die Sommerkurse des Interlochen Center for the Arts, 1997 schloss er die St. Mary Catholic Central High School in Monroe (Michigan) ab. Anschließend studierte er kurz an der Eastern Michigan University, bevor er an die University of Michigan wechselte, wo er bei Ed Sarath, Steve Rush, Diana Gannett und Stuart Sankey studierte und 2002 den Bachelor in Jazz und zeitgenössischer Improvisation erwarb. Bereits in Michigan spielte er in verschiedenen Ensembles, wie in Bill Brovolds Avant/Prog-Rock-Band Larval und mit Danny Bennett. Nach seinem Wechsel nach New York waren Norm Damschroder, John Lindberg, Mark Helias und Mark Dresser seine Mentoren.
Nach einem Aufenthalt in San Diego 2005/2006, wo Ilgenfritz den Master an der University of California, San Diego erwarb und mit Mark Dresser, Charles Curtis und Miller Puckette arbeitete, zog er erneut nach Brooklyn. Es folgten Kooperationen mit Gary Lucas, Andrew D’Angelo, Chris Speed, Steve Swell, Michael Formanek, David Krakauer, Eyal Maoz, Jason Kao Hwang und Tim Berne. Daneben ist der Gründer bzw. Co-Leader verschiedener New Yorker Ensembles, wie dem Ensemble NSFW (u. a. mit Kirk Knuffke und Chris Dingman), dem Anagram Ensemble, Deal Breaker (mit Mike Pride), Mind Games (mit Angelika Niescier, Denman Maroney und Andrew Drury), mit Lukas Ligeti und im Trio Caveat (mit Jonathan Moritz und Chris Welcome). Außerdem ist er in der International Society for Improvised Music tätig und arbeitete mit der Posaunistin Sarah Weaver ebenso wie mit Charles Gayle zusammen.

## Diskographische Hinweise
- Anagram Ensemble (Earthtones, 2003)
- James Ilgenfritz, Mike Khoury, Sarah Weaver, Piotr Michałowski: Babardah (2004)
- James Ilgenfritz & Sarah Weaver: … Close to the Body (Earthtones, 2004)
- Deal Breaker (Utech, 2006)
- Trio Caveat: Introspective Athletics (Engine Records, 2011)
- Compositions (Braxton) 2011 (Infrequent Seams, 2012) solo
- Origami Cosmos (2017)
- The Ticket That Exploded (2020)[1]